# Eva Bayer-Fluckiger
Eva Bayer-Fluckiger (Budapest, 25 de juny de 1951) és una matemàtica suïssa professora a l'Escola Politècnica Federal de Lausana. Ha treballat en temes de topologia, àlgebra i teoria de nombres; per exemple, en la teoria de nusos, en reticles, en formes quadràtiques i en cohomología de Galois. Juntament amb Raman Parimala, va demostrar la segona conjectura de Serre pel que fa a la cohomología de Galois d'un grup algebraic semisimple simplement connectat quan tal grup és de tipus clàssic.
Bayer-Fluckiger va assistir a la Universitat de Ginebra, on va obtenir el seu doctorat sota la supervisió de Michel Kervaire l'any 1978. Va ser investigadora visitant a l'Institut d'Estudis Avançats de Princeton entre els anys 1983 i 1984.
Des del 1990 és membre del comitè executiu de la Societat Matemàtica Europea, i des del 2006 forma part de la direcció editorial de la seva Commentarii Mathematici Helvetici.